# Repository for Germinal Choice
(Robert Graham)

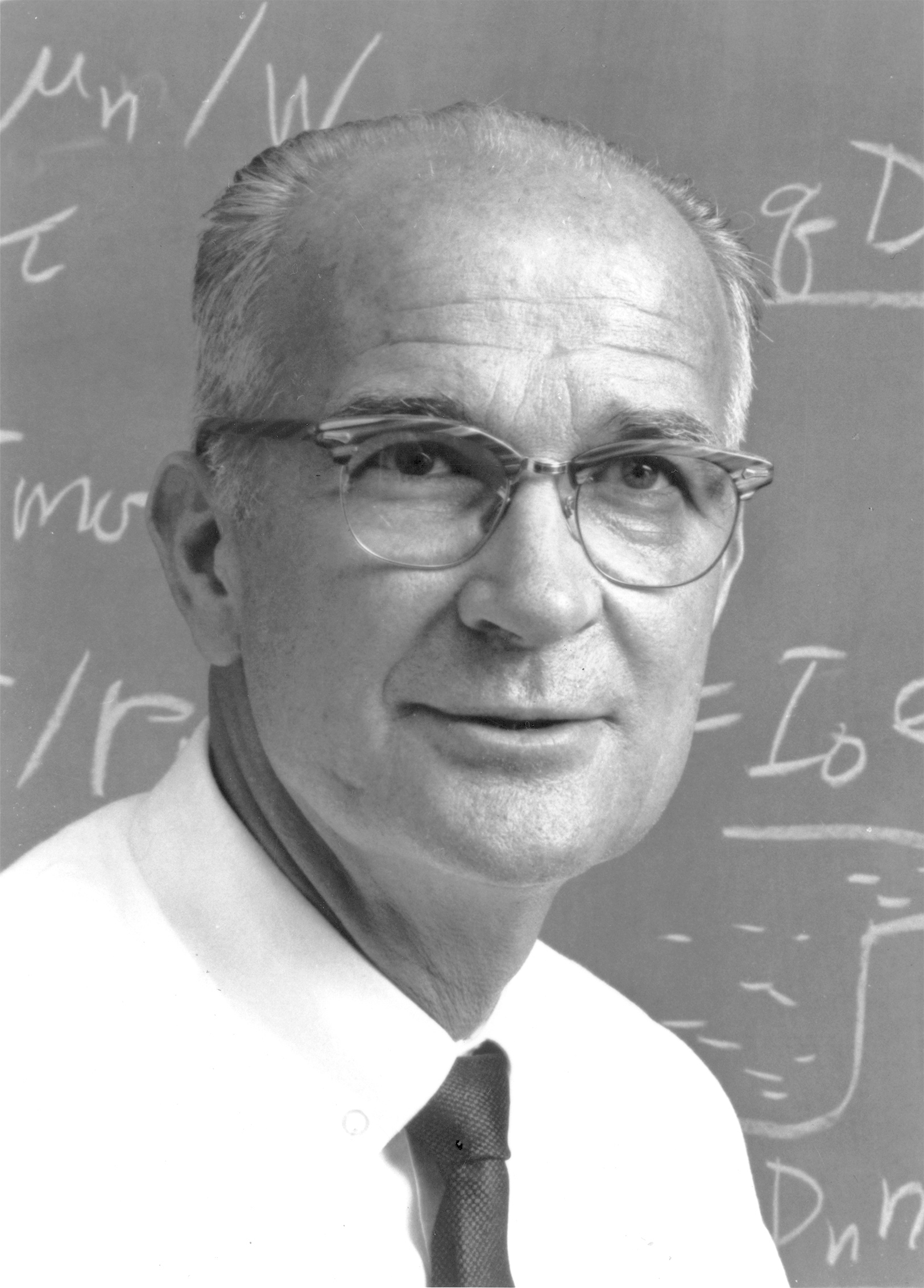
Il premio Nobel per la fisica William Shockley fu donatore del Repository for Germinal Choice.

Il Repository for Germinal Choice è stato una banca del seme statunitense, con sede in California, concepita per diffondere il patrimonio genetico di uomini intellettualmente superiori e creare individui più intelligenti, sani e produttivi. Fondata dall'imprenditore Robert Klark Graham, operò dal 1980 al 1999, prevalentemente a Escondido, e venne definita la "banca del seme dei Nobel", anche se accettò il contributo anche di persone non insignite del prestigioso titolo.

## Storia
Il Repository for Germinal Choice nacque per iniziativa di Robert Klark Graham, un multimilionario inventore di occhiali infrangibili, che aveva sin da bambino avvertito preoccupazione per la troppo bassa prolificità di molti uomini intellettualmente superiori. Al riguardo, scrisse il manoscritto intitolato The Future of Man che, per tramite del comune amico Raymond Cattell, venne posto all'attenzione del celebre genetista e premio Nobel per la medicina Hermann Joseph Muller, con il quale cominciò a discutere sull'idea del Repository.
Dopo la vendita della società di occhiali, che aveva fatto la sua fortuna, e molti anni dopo la morte di Muller, Graham aprì la prima sede del Repository in una cantina di una sua proprietà a San Diego, per poi spostarsi in un piccolo ufficio a Escondido, sempre in California. Nel 1979 la banca del seme cominciò a raccogliere il liquido seminale di tre premi Nobel tra quelli che abitavano in California, ma solo William Shockley ammise alla stampa di essere donatore del Repository. A seguito di una conferenza stampa tenuta nel 1980, ci furono molte critiche nei confronti del progetto e persino proteste, tanto che Graham fu costretto ad assumere personale di vigilanza. Inoltre, nessuno dei tre premi Nobel continuò a contribuire al progetto.
Rimasto senza donatori, Graham col suo direttore e assistente Paul Smith cominciò a reclutare giovani scienziati insigniti di prestigiosi premi presso università come Berkeley e Caltech, mirando a trovare persone altamente intelligenti, anche se poi, su richiesta dei fruitori della banca, dovette cominciare a considerare anche l'aspetto fisico dei candidati donatori. La ricerca di donatori da parte di Graham si estese in seguito anche ad atleti, artisti e uomini d'affari. La banca dava alla luce circa 15-20 bambini all'anno alla fine degli anni 1980 e inizio anni 1990, ma la morte di Graham, avvenuta 1997, lasciò nelle mani dei suoi eredi la conduzione dell'oneroso istituto no-profit, i quali, però, non mostrarono grande interesse nella prosecuzione dell'impresa, che terminò nel 1999. Tutti i campioni di sperma vennero distrutti, mentre non è chiaro cosa accadde all'archivio del Repository.

## Donatori
Graham e il suo personale usavano vari metodi per selezionare i potenziali donatori: approcciavano giovani scienziati nei campus universitari, scrivevano lettere a persone nominate nella sezione scientifica di Who's Who oppure Graham stesso si presentava in occasione di conferenze a promettenti persone con dottorati di ricerca; in seguito, oltre agli scienziati, furono contattati anche artisti, uomini d'affari e atleti. Solo meno del 10 per cento rispondeva affermativamente.
Inoltre, Graham usò come criteri principali di selezione la salute e, subito dopo, l'intelligenza, con grande importanza al quoziente intellettivo. Le donazioni di sperma, completamente gratuite, venivano riservate a coloro che non avevano una storia personale o famigliare di gravi problemi di salute e si dava predilezione a individui di età più bassa. I donatori, che dovevano rispondere a un lungo questionario, venivano catalogati con numeri e colori per preservarne l'anonimato, e presentati ai fruitori del Repository for Germinal Choice con una breve descrizione biografica, le origini etniche, la personalità, vari dati sull'aspetto fisico e altre note di interesse, come, ad esempio, l'eventuale talento musicale.

## Fruitori
Graham pubblicizzò il servizio offerto dal Repository su una rivista del Mensa, come fece su altri mezzi di comunicazione di massa, ma non c'era alcun prerequisito intellettuale vincolante per le aspiranti madri che si rivolgevano alla banca del seme: dovevano essere sane, sposate e sotto i 40 anni; il direttore Paul Smith affermò che nei primi anni di attività furono escluse solo una donna che assumeva litio e un'altra che era obesa e diabetica. Grazie all'opera di diffusione dell'idea dell'istituto, le richieste da parte di donne aumentarono molto rispetto ai primi anni di attività, quasi tutte spinte da problemi di fertilità del proprio marito.

## Risultati
Complessivamente, durante gli anni di attività, la banca del seme diede alla luce più di 200 bambini, nessuno dei quali figli dei tre premi Nobel. Graham inizialmente intendeva monitorare la loro crescita tramite dei questionari inviati periodicamente alle famiglie, ma poche risposero.
Nell'ambito di un'inchiesta curata da David Plotz, giornalista di Slate, furono intervistate nove famiglie con quindici bambini concepiti tramite il Repository, e contattate brevemente a distanza altre tre famiglie e un bambino; sei delle nove coppie di genitori intervistate riportarono che i loro figli avevano a scuola una GPA di 4,0 (il massimo negli Stati Uniti), cinque riportarono che i loro figli erano al top della loro scuola, la migliore nell'area di residenza. Tra di loro c'erano molti casi di bambini con talenti precoci: Doron Blake attorno ai nove anni presentava un quoziente intellettivo vicino ai 180, un sedicenne del Midwest si sarebbe diplomato un anno in anticipo, la primogenita e secondogenita della famiglia Ramm erano, rispettivamente, una precoce cantante d'opera e una precoce danzatrice, ecc. Tutti erano in buona salute tranne il terzogenito della famiglia Ramm, al quale era stato diagnosticato l'autismo.